# Rebecca Wirfs-Brock
Rebecca J. Wirfs-Brock (* 1953 in Portland, Oregon) ist eine US-amerikanische Unternehmensberaterin für Objektorientierte Programmierung und objektorientiertes Design. Sie ist die Erfinderin der ersten verhaltensorientierten Herangehensweise an den Objektentwurf (Responsibility-Driven Design, RDD) und hat die IT-Firma Wirfs-Brock Associates gegründet.
Rebecca Wirfs-Brock prägte 1989 mit einem Paper auf der OOPSLA, das sie mit Brian Wilkerson erstellte, die „-driven“-Begriffskategorien („getrieben durch …“) für objektorientierte Vorgehensweisen. Bis dahin wurden Objekte üblicherweise durch Entity-Relationship Modelle (ERM) strukturiert.
Sie legte 1992 in einem Smalltalk-Artikel über Objekt-Rollen-Stereotype die Grundlagen für die heutige Vorstellung von Stereotypen in UML. Ihre Erfindung einer zweispaltigen, diskursiven Form für Use-Case-Spezifikation wurde durch Larry Constantine popularisiert. Für viele der aktuellen „-driven“ (getriebenen) Designmethoden wird RDD als Ursprung ihrer Methodik angegeben, beispielsweise für das Domain-driven Design. Eine der heute noch gebräuchlichen Techniken ist die Verwendung von Class-Responsibility-Collaboration-Karten. Wirfs-Brock hat bis Dezember 2009 eine regelmäßige Kolumne über Objektentwurf in der Zeitschrift IEEE Software geschrieben.
Wirfs-Brock studierte Informatik und Psychologie an der University of Oregon und schloss mit einem B.A. ab. Sie arbeitete 15 Jahre als Softwareentwicklerin bei der Firma Tektronix, bevor sie zu der Firma Instantiations wechselte, die von ihrem Mann Allen Wirfs-Brock gegründet wurde. Diese Firma wurde von Digitalk aufgekauft, aus der später zusammen mit Parc Place Systems die 1995 Firma ParcPlace-Digitalk wurde. Dort war sie hauptsächlich für eine Firma tätig, die Smalltalk-Anwendungen verkaufte.
Sie bekam zusammen mit Warren Dodge das U.S. Patent #4,635,049 „Apparatus for Presenting Image Information for Display Graphically“ erteilt.

## Bibliographie
- Designing Object-Oriented Software, mit Brian Wilkerson und Lauren Wiener, Prentice-Hall, 1990, ISBN 0-13-629825-7
- Object Design: Roles, Responsibilities, and Collaborations, mit Alan McKean. Addison-Wesley, 2003, ISBN 0-201-37943-0